# Une journée chez ma mère
Pour plus de détails, voir Fiche technique et Distribution.
Une journée chez ma mère est un film français réalisé par Dominique Cheminal, tourné en 1992 et sorti en 1993.

## Synopsis
Pour apprendre son prochain rôle, Charlotte, comédienne, se réfugie chez sa mère, Béatrice, une aristocrate désargentée qui habite un hôtel particulier du XVIe arrondissement, à Paris. Charlotte doit composer avec le caractère pour le moins excentrique de cette dernière, toujours dépassée par les événements. Et les événements, en cette journée particulière, ne vont pas manquer, entre les problèmes domestiques (une fuite d'eau dans la cave), les menaces de saisie d'un huissier et les intrusions intempestives....

## Fiche technique
- Titre : Une journée chez ma mère
- Réalisateur : Dominique Cheminal, assisté de Jérôme Enrico et d'Emmanuel Hamon
- Scénario : Charlotte de Turckheim, Bruno Gaccio et Jacques Décombe
- Musique : Jean-Marie Sénia
- Image : Michel Abramowicz
- Montage : Noëlle Boisson
- Coordinateur des combats et des cascades : Claude Carliez et son équipe
- Producteur : Claude Berri
- Pays d'origine :  France
- Langue : français
- Genre : comédie
- Durée : 80 minutes
- Date de sortie : 6 janvier 1993

## Distribution
- Charlotte de Turckheim : Charlotte/Cathy
- Hélène Vincent : Béatrice, la mère de Charlotte
- Claire Nadeau : Anne-Marie
- Lorella Cravotta : Maria
- Anne Roumanoff : Clémentine
- Jorg Schnass : Gunther
- Jean-François Perrier : Me Nauroy, l'huissier
- Michel Peyrelon : Lemercier
- Noémie Orphelin : Noémie
- Guinal Barthélémy : Éric
- Tom Novembre : Flic 1
- Patrick Timsit : Flic 2
- Philippe Khorsand : Lamatte-Verbé, Le banquier
- Philippe Duquesne : Le premier ambulancier
- François Morel : Le second ambulancier
- Daniel Prévost : Le premier égoutier
- Michel Caccia : Le second égoutier
- Claire Magnin : Michèle
- Sarah Quentin : La cliente
- Claude Legros : Le client
- Tsuyu Shimizu : Yoko
- Marie Nilsonn : Ingrid
- Didier Castello : Enrique
- Didier Rousset : Le plombier
- Jean-Marc Piaton : Jean-Marc
- Céline Duhamel : La doublure de Charlotte et Cathy
- Christian Ameri : Un supporter
- Guillaume Barrière : Un supporter
- Jacques Décombe : Un supporter
- Philippe Gian-Greco : Un supporter
- Eddy Jabès : Un supporter
- Natacha Knop : Une supportrice
- Jean-Hugues Lime : Un supporter
- Daniel Millot : Un supporter
- Paul Minthe : Un supporter
- Marcel Philippot : Un supporter
- Henri Pouradier : Un supporter
- Laurent Spielvogel : Un supporter
- Cassius :  Le chien
- Dominique Besnehard : Un pompier (non crédité)